# Рети, Рихард
Ри́хард Ре́ти (чеш. Richard Réti; 28 мая 1889[…], Пезинок, Братиславский край — 6 июня 1929[…], Прага) — чехословацкий шахматист, шахматный композитор и теоретик, журналист, автор знаменитого этюда.

## Биография
Рихард Рети родился 28 мая 1889 года в еврейской семье в городке Пезинок, недалеко от Братиславы, носившей тогда название Прессбург. Город находился на территории Австро-Венгрии, отошедшей после Трианонского договора (1921) к Чехословакии. Его брат Рудольф (1885—1957) — музыковед и пианист.
Среднее и высшее образование получил в Вене, окончив Венский университет. Там же в 1908 году дебютировал на международном турнире, где выступил неудачно, заняв последнее место, однако в том же году убедительно выиграл Требич-турнир. В 1909—1914 завоевал ряд призовых мест на турнирах в Аббации, Вене, Будапеште, Маннгейме, а настоящий творческий расцвет Рети наступил после окончания Первой мировой войны: с 1918 по 1929 год шахматист участвовал в нескольких десятках турниров, и в девяти из них занимал первые места. На первой в истории шахматной олимпиаде в 1927 году, проводившейся в Лондоне, Рети возглавлял команду Чехословакии, занявшую высокое пятое место.
Член символического клуба Михаила Чигорина (победителей чемпионов мира) с 22 марта 1924 года.
Рети вёл активную шахматно-профессиональную деятельность, участвовал в турнирах и матчах, неоднократно давал сеансы одновременной игры (в том числе вслепую — 7 февраля 1925 года в Сан-Паулу гроссмейстер сыграл, не глядя на доску, одновременно 29 партий; +20 −2 =7), поставив мировой рекорд (рекорд побит Александром Алехиным в 1933 году). Он также имеет большое значение как теоретик, один из основоположников идей гипермодернизма, изобретатель дебюта Рети (1. Кf3 d5 2.с4). Значительно его наследие в области шахматной композиции — ряд произведений, среди которых выделяется знаменитый этюд, в котором был применён манёвр, получивший впоследствии имя композитора и неоднократно использовавшийся этюдистами последующих поколений.
Был женат на дочери русского поэта Сергея Городецкого Рогнеде.
В возрасте 40 лет Рети заболел скарлатиной в тяжёлой форме и скончался. Похоронен в Вене.
Его правнук — немецкий художник Элиас Мария Рети.
С 1949 года в Чехословакии проводятся турниры памяти Рети.

## Примечательные партии
|   | a | b | c | d | e | f | g | h |   |
| - | --- | --- | --- | --- | --- | --- | --- | --- | - |
| 8 | a8 чёрная ладья · b8 чёрный конь · c8 чёрный слон · e8 чёрный король · f8 чёрный слон · h8 чёрная ладья · a7 чёрная пешка · b7 чёрная пешка · f7 чёрная пешка · g7 чёрная пешка · h7 чёрная пешка · c6 чёрная пешка · e5 чёрный ферзь · e4 чёрный конь · d3 белый ферзь · a2 белая пешка · b2 белая пешка · c2 белая пешка · d2 белый слон · f2 белая пешка · g2 белая пешка · h2 белая пешка · c1 белый король · d1 белая ладья · f1 белый слон · g1 белый конь · h1 белая ладья | a8 чёрная ладья · b8 чёрный конь · c8 чёрный слон · e8 чёрный король · f8 чёрный слон · h8 чёрная ладья · a7 чёрная пешка · b7 чёрная пешка · f7 чёрная пешка · g7 чёрная пешка · h7 чёрная пешка · c6 чёрная пешка · e5 чёрный ферзь · e4 чёрный конь · d3 белый ферзь · a2 белая пешка · b2 белая пешка · c2 белая пешка · d2 белый слон · f2 белая пешка · g2 белая пешка · h2 белая пешка · c1 белый король · d1 белая ладья · f1 белый слон · g1 белый конь · h1 белая ладья | a8 чёрная ладья · b8 чёрный конь · c8 чёрный слон · e8 чёрный король · f8 чёрный слон · h8 чёрная ладья · a7 чёрная пешка · b7 чёрная пешка · f7 чёрная пешка · g7 чёрная пешка · h7 чёрная пешка · c6 чёрная пешка · e5 чёрный ферзь · e4 чёрный конь · d3 белый ферзь · a2 белая пешка · b2 белая пешка · c2 белая пешка · d2 белый слон · f2 белая пешка · g2 белая пешка · h2 белая пешка · c1 белый король · d1 белая ладья · f1 белый слон · g1 белый конь · h1 белая ладья | a8 чёрная ладья · b8 чёрный конь · c8 чёрный слон · e8 чёрный король · f8 чёрный слон · h8 чёрная ладья · a7 чёрная пешка · b7 чёрная пешка · f7 чёрная пешка · g7 чёрная пешка · h7 чёрная пешка · c6 чёрная пешка · e5 чёрный ферзь · e4 чёрный конь · d3 белый ферзь · a2 белая пешка · b2 белая пешка · c2 белая пешка · d2 белый слон · f2 белая пешка · g2 белая пешка · h2 белая пешка · c1 белый король · d1 белая ладья · f1 белый слон · g1 белый конь · h1 белая ладья | a8 чёрная ладья · b8 чёрный конь · c8 чёрный слон · e8 чёрный король · f8 чёрный слон · h8 чёрная ладья · a7 чёрная пешка · b7 чёрная пешка · f7 чёрная пешка · g7 чёрная пешка · h7 чёрная пешка · c6 чёрная пешка · e5 чёрный ферзь · e4 чёрный конь · d3 белый ферзь · a2 белая пешка · b2 белая пешка · c2 белая пешка · d2 белый слон · f2 белая пешка · g2 белая пешка · h2 белая пешка · c1 белый король · d1 белая ладья · f1 белый слон · g1 белый конь · h1 белая ладья | a8 чёрная ладья · b8 чёрный конь · c8 чёрный слон · e8 чёрный король · f8 чёрный слон · h8 чёрная ладья · a7 чёрная пешка · b7 чёрная пешка · f7 чёрная пешка · g7 чёрная пешка · h7 чёрная пешка · c6 чёрная пешка · e5 чёрный ферзь · e4 чёрный конь · d3 белый ферзь · a2 белая пешка · b2 белая пешка · c2 белая пешка · d2 белый слон · f2 белая пешка · g2 белая пешка · h2 белая пешка · c1 белый король · d1 белая ладья · f1 белый слон · g1 белый конь · h1 белая ладья | a8 чёрная ладья · b8 чёрный конь · c8 чёрный слон · e8 чёрный король · f8 чёрный слон · h8 чёрная ладья · a7 чёрная пешка · b7 чёрная пешка · f7 чёрная пешка · g7 чёрная пешка · h7 чёрная пешка · c6 чёрная пешка · e5 чёрный ферзь · e4 чёрный конь · d3 белый ферзь · a2 белая пешка · b2 белая пешка · c2 белая пешка · d2 белый слон · f2 белая пешка · g2 белая пешка · h2 белая пешка · c1 белый король · d1 белая ладья · f1 белый слон · g1 белый конь · h1 белая ладья | a8 чёрная ладья · b8 чёрный конь · c8 чёрный слон · e8 чёрный король · f8 чёрный слон · h8 чёрная ладья · a7 чёрная пешка · b7 чёрная пешка · f7 чёрная пешка · g7 чёрная пешка · h7 чёрная пешка · c6 чёрная пешка · e5 чёрный ферзь · e4 чёрный конь · d3 белый ферзь · a2 белая пешка · b2 белая пешка · c2 белая пешка · d2 белый слон · f2 белая пешка · g2 белая пешка · h2 белая пешка · c1 белый король · d1 белая ладья · f1 белый слон · g1 белый конь · h1 белая ладья | 8 |
| 7 | a8 чёрная ладья · b8 чёрный конь · c8 чёрный слон · e8 чёрный король · f8 чёрный слон · h8 чёрная ладья · a7 чёрная пешка · b7 чёрная пешка · f7 чёрная пешка · g7 чёрная пешка · h7 чёрная пешка · c6 чёрная пешка · e5 чёрный ферзь · e4 чёрный конь · d3 белый ферзь · a2 белая пешка · b2 белая пешка · c2 белая пешка · d2 белый слон · f2 белая пешка · g2 белая пешка · h2 белая пешка · c1 белый король · d1 белая ладья · f1 белый слон · g1 белый конь · h1 белая ладья | a8 чёрная ладья · b8 чёрный конь · c8 чёрный слон · e8 чёрный король · f8 чёрный слон · h8 чёрная ладья · a7 чёрная пешка · b7 чёрная пешка · f7 чёрная пешка · g7 чёрная пешка · h7 чёрная пешка · c6 чёрная пешка · e5 чёрный ферзь · e4 чёрный конь · d3 белый ферзь · a2 белая пешка · b2 белая пешка · c2 белая пешка · d2 белый слон · f2 белая пешка · g2 белая пешка · h2 белая пешка · c1 белый король · d1 белая ладья · f1 белый слон · g1 белый конь · h1 белая ладья | a8 чёрная ладья · b8 чёрный конь · c8 чёрный слон · e8 чёрный король · f8 чёрный слон · h8 чёрная ладья · a7 чёрная пешка · b7 чёрная пешка · f7 чёрная пешка · g7 чёрная пешка · h7 чёрная пешка · c6 чёрная пешка · e5 чёрный ферзь · e4 чёрный конь · d3 белый ферзь · a2 белая пешка · b2 белая пешка · c2 белая пешка · d2 белый слон · f2 белая пешка · g2 белая пешка · h2 белая пешка · c1 белый король · d1 белая ладья · f1 белый слон · g1 белый конь · h1 белая ладья | a8 чёрная ладья · b8 чёрный конь · c8 чёрный слон · e8 чёрный король · f8 чёрный слон · h8 чёрная ладья · a7 чёрная пешка · b7 чёрная пешка · f7 чёрная пешка · g7 чёрная пешка · h7 чёрная пешка · c6 чёрная пешка · e5 чёрный ферзь · e4 чёрный конь · d3 белый ферзь · a2 белая пешка · b2 белая пешка · c2 белая пешка · d2 белый слон · f2 белая пешка · g2 белая пешка · h2 белая пешка · c1 белый король · d1 белая ладья · f1 белый слон · g1 белый конь · h1 белая ладья | a8 чёрная ладья · b8 чёрный конь · c8 чёрный слон · e8 чёрный король · f8 чёрный слон · h8 чёрная ладья · a7 чёрная пешка · b7 чёрная пешка · f7 чёрная пешка · g7 чёрная пешка · h7 чёрная пешка · c6 чёрная пешка · e5 чёрный ферзь · e4 чёрный конь · d3 белый ферзь · a2 белая пешка · b2 белая пешка · c2 белая пешка · d2 белый слон · f2 белая пешка · g2 белая пешка · h2 белая пешка · c1 белый король · d1 белая ладья · f1 белый слон · g1 белый конь · h1 белая ладья | a8 чёрная ладья · b8 чёрный конь · c8 чёрный слон · e8 чёрный король · f8 чёрный слон · h8 чёрная ладья · a7 чёрная пешка · b7 чёрная пешка · f7 чёрная пешка · g7 чёрная пешка · h7 чёрная пешка · c6 чёрная пешка · e5 чёрный ферзь · e4 чёрный конь · d3 белый ферзь · a2 белая пешка · b2 белая пешка · c2 белая пешка · d2 белый слон · f2 белая пешка · g2 белая пешка · h2 белая пешка · c1 белый король · d1 белая ладья · f1 белый слон · g1 белый конь · h1 белая ладья | a8 чёрная ладья · b8 чёрный конь · c8 чёрный слон · e8 чёрный король · f8 чёрный слон · h8 чёрная ладья · a7 чёрная пешка · b7 чёрная пешка · f7 чёрная пешка · g7 чёрная пешка · h7 чёрная пешка · c6 чёрная пешка · e5 чёрный ферзь · e4 чёрный конь · d3 белый ферзь · a2 белая пешка · b2 белая пешка · c2 белая пешка · d2 белый слон · f2 белая пешка · g2 белая пешка · h2 белая пешка · c1 белый король · d1 белая ладья · f1 белый слон · g1 белый конь · h1 белая ладья | a8 чёрная ладья · b8 чёрный конь · c8 чёрный слон · e8 чёрный король · f8 чёрный слон · h8 чёрная ладья · a7 чёрная пешка · b7 чёрная пешка · f7 чёрная пешка · g7 чёрная пешка · h7 чёрная пешка · c6 чёрная пешка · e5 чёрный ферзь · e4 чёрный конь · d3 белый ферзь · a2 белая пешка · b2 белая пешка · c2 белая пешка · d2 белый слон · f2 белая пешка · g2 белая пешка · h2 белая пешка · c1 белый король · d1 белая ладья · f1 белый слон · g1 белый конь · h1 белая ладья | 7 |
| 6 | a8 чёрная ладья · b8 чёрный конь · c8 чёрный слон · e8 чёрный король · f8 чёрный слон · h8 чёрная ладья · a7 чёрная пешка · b7 чёрная пешка · f7 чёрная пешка · g7 чёрная пешка · h7 чёрная пешка · c6 чёрная пешка · e5 чёрный ферзь · e4 чёрный конь · d3 белый ферзь · a2 белая пешка · b2 белая пешка · c2 белая пешка · d2 белый слон · f2 белая пешка · g2 белая пешка · h2 белая пешка · c1 белый король · d1 белая ладья · f1 белый слон · g1 белый конь · h1 белая ладья | a8 чёрная ладья · b8 чёрный конь · c8 чёрный слон · e8 чёрный король · f8 чёрный слон · h8 чёрная ладья · a7 чёрная пешка · b7 чёрная пешка · f7 чёрная пешка · g7 чёрная пешка · h7 чёрная пешка · c6 чёрная пешка · e5 чёрный ферзь · e4 чёрный конь · d3 белый ферзь · a2 белая пешка · b2 белая пешка · c2 белая пешка · d2 белый слон · f2 белая пешка · g2 белая пешка · h2 белая пешка · c1 белый король · d1 белая ладья · f1 белый слон · g1 белый конь · h1 белая ладья | a8 чёрная ладья · b8 чёрный конь · c8 чёрный слон · e8 чёрный король · f8 чёрный слон · h8 чёрная ладья · a7 чёрная пешка · b7 чёрная пешка · f7 чёрная пешка · g7 чёрная пешка · h7 чёрная пешка · c6 чёрная пешка · e5 чёрный ферзь · e4 чёрный конь · d3 белый ферзь · a2 белая пешка · b2 белая пешка · c2 белая пешка · d2 белый слон · f2 белая пешка · g2 белая пешка · h2 белая пешка · c1 белый король · d1 белая ладья · f1 белый слон · g1 белый конь · h1 белая ладья | a8 чёрная ладья · b8 чёрный конь · c8 чёрный слон · e8 чёрный король · f8 чёрный слон · h8 чёрная ладья · a7 чёрная пешка · b7 чёрная пешка · f7 чёрная пешка · g7 чёрная пешка · h7 чёрная пешка · c6 чёрная пешка · e5 чёрный ферзь · e4 чёрный конь · d3 белый ферзь · a2 белая пешка · b2 белая пешка · c2 белая пешка · d2 белый слон · f2 белая пешка · g2 белая пешка · h2 белая пешка · c1 белый король · d1 белая ладья · f1 белый слон · g1 белый конь · h1 белая ладья | a8 чёрная ладья · b8 чёрный конь · c8 чёрный слон · e8 чёрный король · f8 чёрный слон · h8 чёрная ладья · a7 чёрная пешка · b7 чёрная пешка · f7 чёрная пешка · g7 чёрная пешка · h7 чёрная пешка · c6 чёрная пешка · e5 чёрный ферзь · e4 чёрный конь · d3 белый ферзь · a2 белая пешка · b2 белая пешка · c2 белая пешка · d2 белый слон · f2 белая пешка · g2 белая пешка · h2 белая пешка · c1 белый король · d1 белая ладья · f1 белый слон · g1 белый конь · h1 белая ладья | a8 чёрная ладья · b8 чёрный конь · c8 чёрный слон · e8 чёрный король · f8 чёрный слон · h8 чёрная ладья · a7 чёрная пешка · b7 чёрная пешка · f7 чёрная пешка · g7 чёрная пешка · h7 чёрная пешка · c6 чёрная пешка · e5 чёрный ферзь · e4 чёрный конь · d3 белый ферзь · a2 белая пешка · b2 белая пешка · c2 белая пешка · d2 белый слон · f2 белая пешка · g2 белая пешка · h2 белая пешка · c1 белый король · d1 белая ладья · f1 белый слон · g1 белый конь · h1 белая ладья | a8 чёрная ладья · b8 чёрный конь · c8 чёрный слон · e8 чёрный король · f8 чёрный слон · h8 чёрная ладья · a7 чёрная пешка · b7 чёрная пешка · f7 чёрная пешка · g7 чёрная пешка · h7 чёрная пешка · c6 чёрная пешка · e5 чёрный ферзь · e4 чёрный конь · d3 белый ферзь · a2 белая пешка · b2 белая пешка · c2 белая пешка · d2 белый слон · f2 белая пешка · g2 белая пешка · h2 белая пешка · c1 белый король · d1 белая ладья · f1 белый слон · g1 белый конь · h1 белая ладья | a8 чёрная ладья · b8 чёрный конь · c8 чёрный слон · e8 чёрный король · f8 чёрный слон · h8 чёрная ладья · a7 чёрная пешка · b7 чёрная пешка · f7 чёрная пешка · g7 чёрная пешка · h7 чёрная пешка · c6 чёрная пешка · e5 чёрный ферзь · e4 чёрный конь · d3 белый ферзь · a2 белая пешка · b2 белая пешка · c2 белая пешка · d2 белый слон · f2 белая пешка · g2 белая пешка · h2 белая пешка · c1 белый король · d1 белая ладья · f1 белый слон · g1 белый конь · h1 белая ладья | 6 |
| 5 | a8 чёрная ладья · b8 чёрный конь · c8 чёрный слон · e8 чёрный король · f8 чёрный слон · h8 чёрная ладья · a7 чёрная пешка · b7 чёрная пешка · f7 чёрная пешка · g7 чёрная пешка · h7 чёрная пешка · c6 чёрная пешка · e5 чёрный ферзь · e4 чёрный конь · d3 белый ферзь · a2 белая пешка · b2 белая пешка · c2 белая пешка · d2 белый слон · f2 белая пешка · g2 белая пешка · h2 белая пешка · c1 белый король · d1 белая ладья · f1 белый слон · g1 белый конь · h1 белая ладья | a8 чёрная ладья · b8 чёрный конь · c8 чёрный слон · e8 чёрный король · f8 чёрный слон · h8 чёрная ладья · a7 чёрная пешка · b7 чёрная пешка · f7 чёрная пешка · g7 чёрная пешка · h7 чёрная пешка · c6 чёрная пешка · e5 чёрный ферзь · e4 чёрный конь · d3 белый ферзь · a2 белая пешка · b2 белая пешка · c2 белая пешка · d2 белый слон · f2 белая пешка · g2 белая пешка · h2 белая пешка · c1 белый король · d1 белая ладья · f1 белый слон · g1 белый конь · h1 белая ладья | a8 чёрная ладья · b8 чёрный конь · c8 чёрный слон · e8 чёрный король · f8 чёрный слон · h8 чёрная ладья · a7 чёрная пешка · b7 чёрная пешка · f7 чёрная пешка · g7 чёрная пешка · h7 чёрная пешка · c6 чёрная пешка · e5 чёрный ферзь · e4 чёрный конь · d3 белый ферзь · a2 белая пешка · b2 белая пешка · c2 белая пешка · d2 белый слон · f2 белая пешка · g2 белая пешка · h2 белая пешка · c1 белый король · d1 белая ладья · f1 белый слон · g1 белый конь · h1 белая ладья | a8 чёрная ладья · b8 чёрный конь · c8 чёрный слон · e8 чёрный король · f8 чёрный слон · h8 чёрная ладья · a7 чёрная пешка · b7 чёрная пешка · f7 чёрная пешка · g7 чёрная пешка · h7 чёрная пешка · c6 чёрная пешка · e5 чёрный ферзь · e4 чёрный конь · d3 белый ферзь · a2 белая пешка · b2 белая пешка · c2 белая пешка · d2 белый слон · f2 белая пешка · g2 белая пешка · h2 белая пешка · c1 белый король · d1 белая ладья · f1 белый слон · g1 белый конь · h1 белая ладья | a8 чёрная ладья · b8 чёрный конь · c8 чёрный слон · e8 чёрный король · f8 чёрный слон · h8 чёрная ладья · a7 чёрная пешка · b7 чёрная пешка · f7 чёрная пешка · g7 чёрная пешка · h7 чёрная пешка · c6 чёрная пешка · e5 чёрный ферзь · e4 чёрный конь · d3 белый ферзь · a2 белая пешка · b2 белая пешка · c2 белая пешка · d2 белый слон · f2 белая пешка · g2 белая пешка · h2 белая пешка · c1 белый король · d1 белая ладья · f1 белый слон · g1 белый конь · h1 белая ладья | a8 чёрная ладья · b8 чёрный конь · c8 чёрный слон · e8 чёрный король · f8 чёрный слон · h8 чёрная ладья · a7 чёрная пешка · b7 чёрная пешка · f7 чёрная пешка · g7 чёрная пешка · h7 чёрная пешка · c6 чёрная пешка · e5 чёрный ферзь · e4 чёрный конь · d3 белый ферзь · a2 белая пешка · b2 белая пешка · c2 белая пешка · d2 белый слон · f2 белая пешка · g2 белая пешка · h2 белая пешка · c1 белый король · d1 белая ладья · f1 белый слон · g1 белый конь · h1 белая ладья | a8 чёрная ладья · b8 чёрный конь · c8 чёрный слон · e8 чёрный король · f8 чёрный слон · h8 чёрная ладья · a7 чёрная пешка · b7 чёрная пешка · f7 чёрная пешка · g7 чёрная пешка · h7 чёрная пешка · c6 чёрная пешка · e5 чёрный ферзь · e4 чёрный конь · d3 белый ферзь · a2 белая пешка · b2 белая пешка · c2 белая пешка · d2 белый слон · f2 белая пешка · g2 белая пешка · h2 белая пешка · c1 белый король · d1 белая ладья · f1 белый слон · g1 белый конь · h1 белая ладья | a8 чёрная ладья · b8 чёрный конь · c8 чёрный слон · e8 чёрный король · f8 чёрный слон · h8 чёрная ладья · a7 чёрная пешка · b7 чёрная пешка · f7 чёрная пешка · g7 чёрная пешка · h7 чёрная пешка · c6 чёрная пешка · e5 чёрный ферзь · e4 чёрный конь · d3 белый ферзь · a2 белая пешка · b2 белая пешка · c2 белая пешка · d2 белый слон · f2 белая пешка · g2 белая пешка · h2 белая пешка · c1 белый король · d1 белая ладья · f1 белый слон · g1 белый конь · h1 белая ладья | 5 |
| 4 | a8 чёрная ладья · b8 чёрный конь · c8 чёрный слон · e8 чёрный король · f8 чёрный слон · h8 чёрная ладья · a7 чёрная пешка · b7 чёрная пешка · f7 чёрная пешка · g7 чёрная пешка · h7 чёрная пешка · c6 чёрная пешка · e5 чёрный ферзь · e4 чёрный конь · d3 белый ферзь · a2 белая пешка · b2 белая пешка · c2 белая пешка · d2 белый слон · f2 белая пешка · g2 белая пешка · h2 белая пешка · c1 белый король · d1 белая ладья · f1 белый слон · g1 белый конь · h1 белая ладья | a8 чёрная ладья · b8 чёрный конь · c8 чёрный слон · e8 чёрный король · f8 чёрный слон · h8 чёрная ладья · a7 чёрная пешка · b7 чёрная пешка · f7 чёрная пешка · g7 чёрная пешка · h7 чёрная пешка · c6 чёрная пешка · e5 чёрный ферзь · e4 чёрный конь · d3 белый ферзь · a2 белая пешка · b2 белая пешка · c2 белая пешка · d2 белый слон · f2 белая пешка · g2 белая пешка · h2 белая пешка · c1 белый король · d1 белая ладья · f1 белый слон · g1 белый конь · h1 белая ладья | a8 чёрная ладья · b8 чёрный конь · c8 чёрный слон · e8 чёрный король · f8 чёрный слон · h8 чёрная ладья · a7 чёрная пешка · b7 чёрная пешка · f7 чёрная пешка · g7 чёрная пешка · h7 чёрная пешка · c6 чёрная пешка · e5 чёрный ферзь · e4 чёрный конь · d3 белый ферзь · a2 белая пешка · b2 белая пешка · c2 белая пешка · d2 белый слон · f2 белая пешка · g2 белая пешка · h2 белая пешка · c1 белый король · d1 белая ладья · f1 белый слон · g1 белый конь · h1 белая ладья | a8 чёрная ладья · b8 чёрный конь · c8 чёрный слон · e8 чёрный король · f8 чёрный слон · h8 чёрная ладья · a7 чёрная пешка · b7 чёрная пешка · f7 чёрная пешка · g7 чёрная пешка · h7 чёрная пешка · c6 чёрная пешка · e5 чёрный ферзь · e4 чёрный конь · d3 белый ферзь · a2 белая пешка · b2 белая пешка · c2 белая пешка · d2 белый слон · f2 белая пешка · g2 белая пешка · h2 белая пешка · c1 белый король · d1 белая ладья · f1 белый слон · g1 белый конь · h1 белая ладья | a8 чёрная ладья · b8 чёрный конь · c8 чёрный слон · e8 чёрный король · f8 чёрный слон · h8 чёрная ладья · a7 чёрная пешка · b7 чёрная пешка · f7 чёрная пешка · g7 чёрная пешка · h7 чёрная пешка · c6 чёрная пешка · e5 чёрный ферзь · e4 чёрный конь · d3 белый ферзь · a2 белая пешка · b2 белая пешка · c2 белая пешка · d2 белый слон · f2 белая пешка · g2 белая пешка · h2 белая пешка · c1 белый король · d1 белая ладья · f1 белый слон · g1 белый конь · h1 белая ладья | a8 чёрная ладья · b8 чёрный конь · c8 чёрный слон · e8 чёрный король · f8 чёрный слон · h8 чёрная ладья · a7 чёрная пешка · b7 чёрная пешка · f7 чёрная пешка · g7 чёрная пешка · h7 чёрная пешка · c6 чёрная пешка · e5 чёрный ферзь · e4 чёрный конь · d3 белый ферзь · a2 белая пешка · b2 белая пешка · c2 белая пешка · d2 белый слон · f2 белая пешка · g2 белая пешка · h2 белая пешка · c1 белый король · d1 белая ладья · f1 белый слон · g1 белый конь · h1 белая ладья | a8 чёрная ладья · b8 чёрный конь · c8 чёрный слон · e8 чёрный король · f8 чёрный слон · h8 чёрная ладья · a7 чёрная пешка · b7 чёрная пешка · f7 чёрная пешка · g7 чёрная пешка · h7 чёрная пешка · c6 чёрная пешка · e5 чёрный ферзь · e4 чёрный конь · d3 белый ферзь · a2 белая пешка · b2 белая пешка · c2 белая пешка · d2 белый слон · f2 белая пешка · g2 белая пешка · h2 белая пешка · c1 белый король · d1 белая ладья · f1 белый слон · g1 белый конь · h1 белая ладья | a8 чёрная ладья · b8 чёрный конь · c8 чёрный слон · e8 чёрный король · f8 чёрный слон · h8 чёрная ладья · a7 чёрная пешка · b7 чёрная пешка · f7 чёрная пешка · g7 чёрная пешка · h7 чёрная пешка · c6 чёрная пешка · e5 чёрный ферзь · e4 чёрный конь · d3 белый ферзь · a2 белая пешка · b2 белая пешка · c2 белая пешка · d2 белый слон · f2 белая пешка · g2 белая пешка · h2 белая пешка · c1 белый король · d1 белая ладья · f1 белый слон · g1 белый конь · h1 белая ладья | 4 |
| 3 | a8 чёрная ладья · b8 чёрный конь · c8 чёрный слон · e8 чёрный король · f8 чёрный слон · h8 чёрная ладья · a7 чёрная пешка · b7 чёрная пешка · f7 чёрная пешка · g7 чёрная пешка · h7 чёрная пешка · c6 чёрная пешка · e5 чёрный ферзь · e4 чёрный конь · d3 белый ферзь · a2 белая пешка · b2 белая пешка · c2 белая пешка · d2 белый слон · f2 белая пешка · g2 белая пешка · h2 белая пешка · c1 белый король · d1 белая ладья · f1 белый слон · g1 белый конь · h1 белая ладья | a8 чёрная ладья · b8 чёрный конь · c8 чёрный слон · e8 чёрный король · f8 чёрный слон · h8 чёрная ладья · a7 чёрная пешка · b7 чёрная пешка · f7 чёрная пешка · g7 чёрная пешка · h7 чёрная пешка · c6 чёрная пешка · e5 чёрный ферзь · e4 чёрный конь · d3 белый ферзь · a2 белая пешка · b2 белая пешка · c2 белая пешка · d2 белый слон · f2 белая пешка · g2 белая пешка · h2 белая пешка · c1 белый король · d1 белая ладья · f1 белый слон · g1 белый конь · h1 белая ладья | a8 чёрная ладья · b8 чёрный конь · c8 чёрный слон · e8 чёрный король · f8 чёрный слон · h8 чёрная ладья · a7 чёрная пешка · b7 чёрная пешка · f7 чёрная пешка · g7 чёрная пешка · h7 чёрная пешка · c6 чёрная пешка · e5 чёрный ферзь · e4 чёрный конь · d3 белый ферзь · a2 белая пешка · b2 белая пешка · c2 белая пешка · d2 белый слон · f2 белая пешка · g2 белая пешка · h2 белая пешка · c1 белый король · d1 белая ладья · f1 белый слон · g1 белый конь · h1 белая ладья | a8 чёрная ладья · b8 чёрный конь · c8 чёрный слон · e8 чёрный король · f8 чёрный слон · h8 чёрная ладья · a7 чёрная пешка · b7 чёрная пешка · f7 чёрная пешка · g7 чёрная пешка · h7 чёрная пешка · c6 чёрная пешка · e5 чёрный ферзь · e4 чёрный конь · d3 белый ферзь · a2 белая пешка · b2 белая пешка · c2 белая пешка · d2 белый слон · f2 белая пешка · g2 белая пешка · h2 белая пешка · c1 белый король · d1 белая ладья · f1 белый слон · g1 белый конь · h1 белая ладья | a8 чёрная ладья · b8 чёрный конь · c8 чёрный слон · e8 чёрный король · f8 чёрный слон · h8 чёрная ладья · a7 чёрная пешка · b7 чёрная пешка · f7 чёрная пешка · g7 чёрная пешка · h7 чёрная пешка · c6 чёрная пешка · e5 чёрный ферзь · e4 чёрный конь · d3 белый ферзь · a2 белая пешка · b2 белая пешка · c2 белая пешка · d2 белый слон · f2 белая пешка · g2 белая пешка · h2 белая пешка · c1 белый король · d1 белая ладья · f1 белый слон · g1 белый конь · h1 белая ладья | a8 чёрная ладья · b8 чёрный конь · c8 чёрный слон · e8 чёрный король · f8 чёрный слон · h8 чёрная ладья · a7 чёрная пешка · b7 чёрная пешка · f7 чёрная пешка · g7 чёрная пешка · h7 чёрная пешка · c6 чёрная пешка · e5 чёрный ферзь · e4 чёрный конь · d3 белый ферзь · a2 белая пешка · b2 белая пешка · c2 белая пешка · d2 белый слон · f2 белая пешка · g2 белая пешка · h2 белая пешка · c1 белый король · d1 белая ладья · f1 белый слон · g1 белый конь · h1 белая ладья | a8 чёрная ладья · b8 чёрный конь · c8 чёрный слон · e8 чёрный король · f8 чёрный слон · h8 чёрная ладья · a7 чёрная пешка · b7 чёрная пешка · f7 чёрная пешка · g7 чёрная пешка · h7 чёрная пешка · c6 чёрная пешка · e5 чёрный ферзь · e4 чёрный конь · d3 белый ферзь · a2 белая пешка · b2 белая пешка · c2 белая пешка · d2 белый слон · f2 белая пешка · g2 белая пешка · h2 белая пешка · c1 белый король · d1 белая ладья · f1 белый слон · g1 белый конь · h1 белая ладья | a8 чёрная ладья · b8 чёрный конь · c8 чёрный слон · e8 чёрный король · f8 чёрный слон · h8 чёрная ладья · a7 чёрная пешка · b7 чёрная пешка · f7 чёрная пешка · g7 чёрная пешка · h7 чёрная пешка · c6 чёрная пешка · e5 чёрный ферзь · e4 чёрный конь · d3 белый ферзь · a2 белая пешка · b2 белая пешка · c2 белая пешка · d2 белый слон · f2 белая пешка · g2 белая пешка · h2 белая пешка · c1 белый король · d1 белая ладья · f1 белый слон · g1 белый конь · h1 белая ладья | 3 |
| 2 | a8 чёрная ладья · b8 чёрный конь · c8 чёрный слон · e8 чёрный король · f8 чёрный слон · h8 чёрная ладья · a7 чёрная пешка · b7 чёрная пешка · f7 чёрная пешка · g7 чёрная пешка · h7 чёрная пешка · c6 чёрная пешка · e5 чёрный ферзь · e4 чёрный конь · d3 белый ферзь · a2 белая пешка · b2 белая пешка · c2 белая пешка · d2 белый слон · f2 белая пешка · g2 белая пешка · h2 белая пешка · c1 белый король · d1 белая ладья · f1 белый слон · g1 белый конь · h1 белая ладья | a8 чёрная ладья · b8 чёрный конь · c8 чёрный слон · e8 чёрный король · f8 чёрный слон · h8 чёрная ладья · a7 чёрная пешка · b7 чёрная пешка · f7 чёрная пешка · g7 чёрная пешка · h7 чёрная пешка · c6 чёрная пешка · e5 чёрный ферзь · e4 чёрный конь · d3 белый ферзь · a2 белая пешка · b2 белая пешка · c2 белая пешка · d2 белый слон · f2 белая пешка · g2 белая пешка · h2 белая пешка · c1 белый король · d1 белая ладья · f1 белый слон · g1 белый конь · h1 белая ладья | a8 чёрная ладья · b8 чёрный конь · c8 чёрный слон · e8 чёрный король · f8 чёрный слон · h8 чёрная ладья · a7 чёрная пешка · b7 чёрная пешка · f7 чёрная пешка · g7 чёрная пешка · h7 чёрная пешка · c6 чёрная пешка · e5 чёрный ферзь · e4 чёрный конь · d3 белый ферзь · a2 белая пешка · b2 белая пешка · c2 белая пешка · d2 белый слон · f2 белая пешка · g2 белая пешка · h2 белая пешка · c1 белый король · d1 белая ладья · f1 белый слон · g1 белый конь · h1 белая ладья | a8 чёрная ладья · b8 чёрный конь · c8 чёрный слон · e8 чёрный король · f8 чёрный слон · h8 чёрная ладья · a7 чёрная пешка · b7 чёрная пешка · f7 чёрная пешка · g7 чёрная пешка · h7 чёрная пешка · c6 чёрная пешка · e5 чёрный ферзь · e4 чёрный конь · d3 белый ферзь · a2 белая пешка · b2 белая пешка · c2 белая пешка · d2 белый слон · f2 белая пешка · g2 белая пешка · h2 белая пешка · c1 белый король · d1 белая ладья · f1 белый слон · g1 белый конь · h1 белая ладья | a8 чёрная ладья · b8 чёрный конь · c8 чёрный слон · e8 чёрный король · f8 чёрный слон · h8 чёрная ладья · a7 чёрная пешка · b7 чёрная пешка · f7 чёрная пешка · g7 чёрная пешка · h7 чёрная пешка · c6 чёрная пешка · e5 чёрный ферзь · e4 чёрный конь · d3 белый ферзь · a2 белая пешка · b2 белая пешка · c2 белая пешка · d2 белый слон · f2 белая пешка · g2 белая пешка · h2 белая пешка · c1 белый король · d1 белая ладья · f1 белый слон · g1 белый конь · h1 белая ладья | a8 чёрная ладья · b8 чёрный конь · c8 чёрный слон · e8 чёрный король · f8 чёрный слон · h8 чёрная ладья · a7 чёрная пешка · b7 чёрная пешка · f7 чёрная пешка · g7 чёрная пешка · h7 чёрная пешка · c6 чёрная пешка · e5 чёрный ферзь · e4 чёрный конь · d3 белый ферзь · a2 белая пешка · b2 белая пешка · c2 белая пешка · d2 белый слон · f2 белая пешка · g2 белая пешка · h2 белая пешка · c1 белый король · d1 белая ладья · f1 белый слон · g1 белый конь · h1 белая ладья | a8 чёрная ладья · b8 чёрный конь · c8 чёрный слон · e8 чёрный король · f8 чёрный слон · h8 чёрная ладья · a7 чёрная пешка · b7 чёрная пешка · f7 чёрная пешка · g7 чёрная пешка · h7 чёрная пешка · c6 чёрная пешка · e5 чёрный ферзь · e4 чёрный конь · d3 белый ферзь · a2 белая пешка · b2 белая пешка · c2 белая пешка · d2 белый слон · f2 белая пешка · g2 белая пешка · h2 белая пешка · c1 белый король · d1 белая ладья · f1 белый слон · g1 белый конь · h1 белая ладья | a8 чёрная ладья · b8 чёрный конь · c8 чёрный слон · e8 чёрный король · f8 чёрный слон · h8 чёрная ладья · a7 чёрная пешка · b7 чёрная пешка · f7 чёрная пешка · g7 чёрная пешка · h7 чёрная пешка · c6 чёрная пешка · e5 чёрный ферзь · e4 чёрный конь · d3 белый ферзь · a2 белая пешка · b2 белая пешка · c2 белая пешка · d2 белый слон · f2 белая пешка · g2 белая пешка · h2 белая пешка · c1 белый король · d1 белая ладья · f1 белый слон · g1 белый конь · h1 белая ладья | 2 |
| 1 | a8 чёрная ладья · b8 чёрный конь · c8 чёрный слон · e8 чёрный король · f8 чёрный слон · h8 чёрная ладья · a7 чёрная пешка · b7 чёрная пешка · f7 чёрная пешка · g7 чёрная пешка · h7 чёрная пешка · c6 чёрная пешка · e5 чёрный ферзь · e4 чёрный конь · d3 белый ферзь · a2 белая пешка · b2 белая пешка · c2 белая пешка · d2 белый слон · f2 белая пешка · g2 белая пешка · h2 белая пешка · c1 белый король · d1 белая ладья · f1 белый слон · g1 белый конь · h1 белая ладья | a8 чёрная ладья · b8 чёрный конь · c8 чёрный слон · e8 чёрный король · f8 чёрный слон · h8 чёрная ладья · a7 чёрная пешка · b7 чёрная пешка · f7 чёрная пешка · g7 чёрная пешка · h7 чёрная пешка · c6 чёрная пешка · e5 чёрный ферзь · e4 чёрный конь · d3 белый ферзь · a2 белая пешка · b2 белая пешка · c2 белая пешка · d2 белый слон · f2 белая пешка · g2 белая пешка · h2 белая пешка · c1 белый король · d1 белая ладья · f1 белый слон · g1 белый конь · h1 белая ладья | a8 чёрная ладья · b8 чёрный конь · c8 чёрный слон · e8 чёрный король · f8 чёрный слон · h8 чёрная ладья · a7 чёрная пешка · b7 чёрная пешка · f7 чёрная пешка · g7 чёрная пешка · h7 чёрная пешка · c6 чёрная пешка · e5 чёрный ферзь · e4 чёрный конь · d3 белый ферзь · a2 белая пешка · b2 белая пешка · c2 белая пешка · d2 белый слон · f2 белая пешка · g2 белая пешка · h2 белая пешка · c1 белый король · d1 белая ладья · f1 белый слон · g1 белый конь · h1 белая ладья | a8 чёрная ладья · b8 чёрный конь · c8 чёрный слон · e8 чёрный король · f8 чёрный слон · h8 чёрная ладья · a7 чёрная пешка · b7 чёрная пешка · f7 чёрная пешка · g7 чёрная пешка · h7 чёрная пешка · c6 чёрная пешка · e5 чёрный ферзь · e4 чёрный конь · d3 белый ферзь · a2 белая пешка · b2 белая пешка · c2 белая пешка · d2 белый слон · f2 белая пешка · g2 белая пешка · h2 белая пешка · c1 белый король · d1 белая ладья · f1 белый слон · g1 белый конь · h1 белая ладья | a8 чёрная ладья · b8 чёрный конь · c8 чёрный слон · e8 чёрный король · f8 чёрный слон · h8 чёрная ладья · a7 чёрная пешка · b7 чёрная пешка · f7 чёрная пешка · g7 чёрная пешка · h7 чёрная пешка · c6 чёрная пешка · e5 чёрный ферзь · e4 чёрный конь · d3 белый ферзь · a2 белая пешка · b2 белая пешка · c2 белая пешка · d2 белый слон · f2 белая пешка · g2 белая пешка · h2 белая пешка · c1 белый король · d1 белая ладья · f1 белый слон · g1 белый конь · h1 белая ладья | a8 чёрная ладья · b8 чёрный конь · c8 чёрный слон · e8 чёрный король · f8 чёрный слон · h8 чёрная ладья · a7 чёрная пешка · b7 чёрная пешка · f7 чёрная пешка · g7 чёрная пешка · h7 чёрная пешка · c6 чёрная пешка · e5 чёрный ферзь · e4 чёрный конь · d3 белый ферзь · a2 белая пешка · b2 белая пешка · c2 белая пешка · d2 белый слон · f2 белая пешка · g2 белая пешка · h2 белая пешка · c1 белый король · d1 белая ладья · f1 белый слон · g1 белый конь · h1 белая ладья | a8 чёрная ладья · b8 чёрный конь · c8 чёрный слон · e8 чёрный король · f8 чёрный слон · h8 чёрная ладья · a7 чёрная пешка · b7 чёрная пешка · f7 чёрная пешка · g7 чёрная пешка · h7 чёрная пешка · c6 чёрная пешка · e5 чёрный ферзь · e4 чёрный конь · d3 белый ферзь · a2 белая пешка · b2 белая пешка · c2 белая пешка · d2 белый слон · f2 белая пешка · g2 белая пешка · h2 белая пешка · c1 белый король · d1 белая ладья · f1 белый слон · g1 белый конь · h1 белая ладья | a8 чёрная ладья · b8 чёрный конь · c8 чёрный слон · e8 чёрный король · f8 чёрный слон · h8 чёрная ладья · a7 чёрная пешка · b7 чёрная пешка · f7 чёрная пешка · g7 чёрная пешка · h7 чёрная пешка · c6 чёрная пешка · e5 чёрный ферзь · e4 чёрный конь · d3 белый ферзь · a2 белая пешка · b2 белая пешка · c2 белая пешка · d2 белый слон · f2 белая пешка · g2 белая пешка · h2 белая пешка · c1 белый король · d1 белая ладья · f1 белый слон · g1 белый конь · h1 белая ладья | 1 |
|   | a | b | c | d | e | f | g | h |   |

1. e4 c6 2. d4 d5 3. Kc3 de 4. K:e4 Kf6 5. Фd3 e5 6. de Фa5+ 7. Cd2 Ф:е5 8. 0—0—0 К:е4 (см. диаграмму) 9. Фd8+!! Кр:d8 10. Cg5++! Крс7 11. Сd8#
Данная партия была взята за основу для эпизода сериала «Ход королевы» — главная героиня Бетт Хармон обыгрывает таким образом мистера Ганца, тренера средней школы по шахматам.

## Избранные этюды
|   | a                                                                     | b                                                                     | c                                                                     | d                                                                     | e                                                                     | f                                                                     | g                                                                     | h                                                                     |   |
| - | --------------------------------------------------------------------- | --------------------------------------------------------------------- | --------------------------------------------------------------------- | --------------------------------------------------------------------- | --------------------------------------------------------------------- | --------------------------------------------------------------------- | --------------------------------------------------------------------- | --------------------------------------------------------------------- | - |
| 8 | h8 белый король · a6 чёрный король · c6 белая пешка · h5 чёрная пешка | h8 белый король · a6 чёрный король · c6 белая пешка · h5 чёрная пешка | h8 белый король · a6 чёрный король · c6 белая пешка · h5 чёрная пешка | h8 белый король · a6 чёрный король · c6 белая пешка · h5 чёрная пешка | h8 белый король · a6 чёрный король · c6 белая пешка · h5 чёрная пешка | h8 белый король · a6 чёрный король · c6 белая пешка · h5 чёрная пешка | h8 белый король · a6 чёрный король · c6 белая пешка · h5 чёрная пешка | h8 белый король · a6 чёрный король · c6 белая пешка · h5 чёрная пешка | 8 |
| 7 | h8 белый король · a6 чёрный король · c6 белая пешка · h5 чёрная пешка | h8 белый король · a6 чёрный король · c6 белая пешка · h5 чёрная пешка | h8 белый король · a6 чёрный король · c6 белая пешка · h5 чёрная пешка | h8 белый король · a6 чёрный король · c6 белая пешка · h5 чёрная пешка | h8 белый король · a6 чёрный король · c6 белая пешка · h5 чёрная пешка | h8 белый король · a6 чёрный король · c6 белая пешка · h5 чёрная пешка | h8 белый король · a6 чёрный король · c6 белая пешка · h5 чёрная пешка | h8 белый король · a6 чёрный король · c6 белая пешка · h5 чёрная пешка | 7 |
| 6 | h8 белый король · a6 чёрный король · c6 белая пешка · h5 чёрная пешка | h8 белый король · a6 чёрный король · c6 белая пешка · h5 чёрная пешка | h8 белый король · a6 чёрный король · c6 белая пешка · h5 чёрная пешка | h8 белый король · a6 чёрный король · c6 белая пешка · h5 чёрная пешка | h8 белый король · a6 чёрный король · c6 белая пешка · h5 чёрная пешка | h8 белый король · a6 чёрный король · c6 белая пешка · h5 чёрная пешка | h8 белый король · a6 чёрный король · c6 белая пешка · h5 чёрная пешка | h8 белый король · a6 чёрный король · c6 белая пешка · h5 чёрная пешка | 6 |
| 5 | h8 белый король · a6 чёрный король · c6 белая пешка · h5 чёрная пешка | h8 белый король · a6 чёрный король · c6 белая пешка · h5 чёрная пешка | h8 белый король · a6 чёрный король · c6 белая пешка · h5 чёрная пешка | h8 белый король · a6 чёрный король · c6 белая пешка · h5 чёрная пешка | h8 белый король · a6 чёрный король · c6 белая пешка · h5 чёрная пешка | h8 белый король · a6 чёрный король · c6 белая пешка · h5 чёрная пешка | h8 белый король · a6 чёрный король · c6 белая пешка · h5 чёрная пешка | h8 белый король · a6 чёрный король · c6 белая пешка · h5 чёрная пешка | 5 |
| 4 | h8 белый король · a6 чёрный король · c6 белая пешка · h5 чёрная пешка | h8 белый король · a6 чёрный король · c6 белая пешка · h5 чёрная пешка | h8 белый король · a6 чёрный король · c6 белая пешка · h5 чёрная пешка | h8 белый король · a6 чёрный король · c6 белая пешка · h5 чёрная пешка | h8 белый король · a6 чёрный король · c6 белая пешка · h5 чёрная пешка | h8 белый король · a6 чёрный король · c6 белая пешка · h5 чёрная пешка | h8 белый король · a6 чёрный король · c6 белая пешка · h5 чёрная пешка | h8 белый король · a6 чёрный король · c6 белая пешка · h5 чёрная пешка | 4 |
| 3 | h8 белый король · a6 чёрный король · c6 белая пешка · h5 чёрная пешка | h8 белый король · a6 чёрный король · c6 белая пешка · h5 чёрная пешка | h8 белый король · a6 чёрный король · c6 белая пешка · h5 чёрная пешка | h8 белый король · a6 чёрный король · c6 белая пешка · h5 чёрная пешка | h8 белый король · a6 чёрный король · c6 белая пешка · h5 чёрная пешка | h8 белый король · a6 чёрный король · c6 белая пешка · h5 чёрная пешка | h8 белый король · a6 чёрный король · c6 белая пешка · h5 чёрная пешка | h8 белый король · a6 чёрный король · c6 белая пешка · h5 чёрная пешка | 3 |
| 2 | h8 белый король · a6 чёрный король · c6 белая пешка · h5 чёрная пешка | h8 белый король · a6 чёрный король · c6 белая пешка · h5 чёрная пешка | h8 белый король · a6 чёрный король · c6 белая пешка · h5 чёрная пешка | h8 белый король · a6 чёрный король · c6 белая пешка · h5 чёрная пешка | h8 белый король · a6 чёрный король · c6 белая пешка · h5 чёрная пешка | h8 белый король · a6 чёрный король · c6 белая пешка · h5 чёрная пешка | h8 белый король · a6 чёрный король · c6 белая пешка · h5 чёрная пешка | h8 белый король · a6 чёрный король · c6 белая пешка · h5 чёрная пешка | 2 |
| 1 | h8 белый король · a6 чёрный король · c6 белая пешка · h5 чёрная пешка | h8 белый король · a6 чёрный король · c6 белая пешка · h5 чёрная пешка | h8 белый король · a6 чёрный король · c6 белая пешка · h5 чёрная пешка | h8 белый король · a6 чёрный король · c6 белая пешка · h5 чёрная пешка | h8 белый король · a6 чёрный король · c6 белая пешка · h5 чёрная пешка | h8 белый король · a6 чёрный король · c6 белая пешка · h5 чёрная пешка | h8 белый король · a6 чёрный король · c6 белая пешка · h5 чёрная пешка | h8 белый король · a6 чёрный король · c6 белая пешка · h5 чёрная пешка | 1 |
|   | a                                                                     | b                                                                     | c                                                                     | d                                                                     | e                                                                     | f                                                                     | g                                                                     | h                                                                     |   |

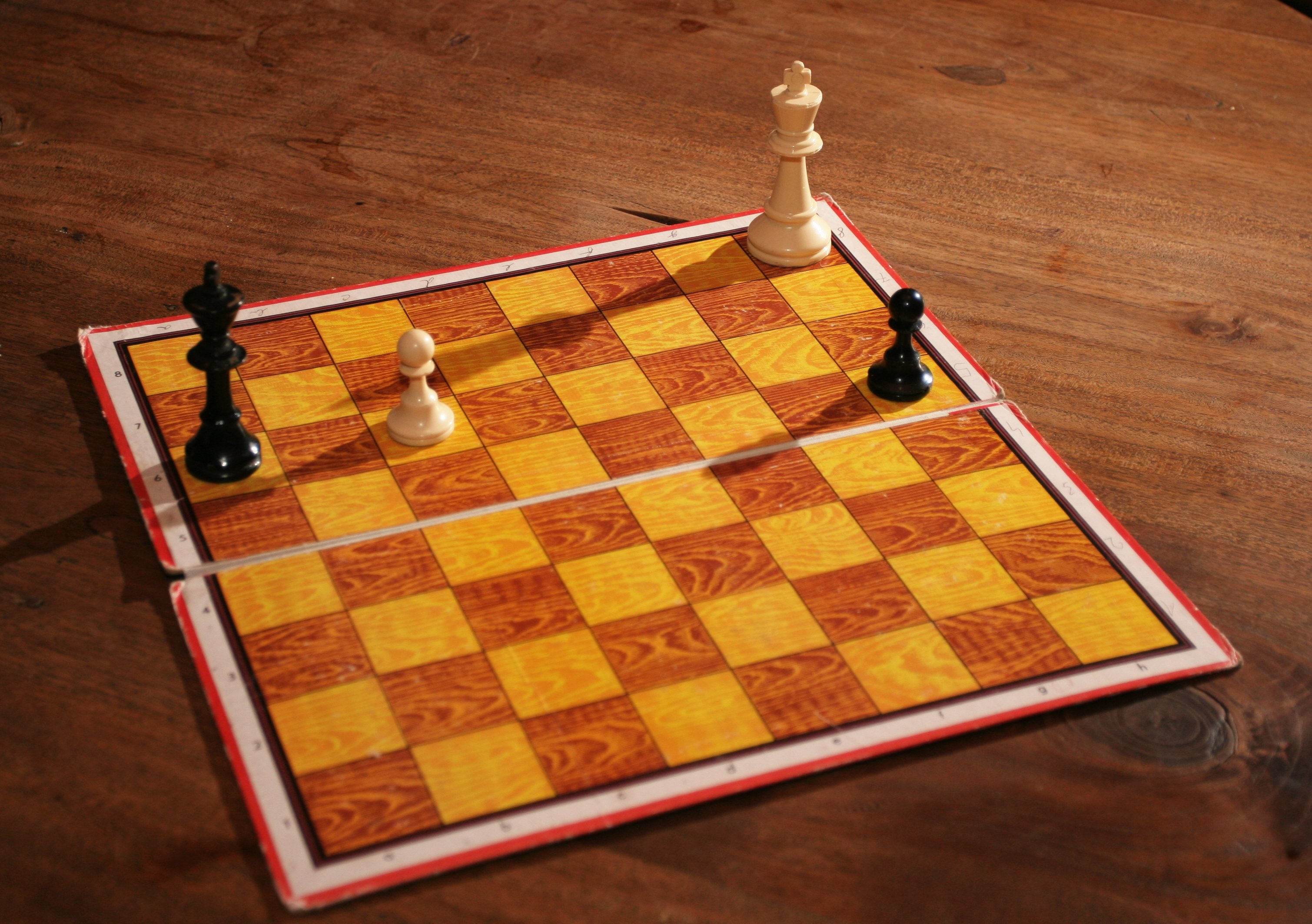
Самый знаменитый этюд Рети

Один из самых известных в мире шахматных этюдов. На первый взгляд кажется, что задание невыполнимо: догнать чёрную пешку белым королём не представляется возможным (1. Крh7 h4 2. Крh6 h3 и т. д.); чёрный же король может легко задержать белую пешку, если та двинется вперёд.
Однако белый король совершает весьма неожиданный и парадоксальный манёвр: 1. Крg7! h4 2. Крf6 Крb6 (после 2…h3 3. Крe7 h2 4. c7 Крb7 5. Крd7 пешки становятся ферзями одновременно) 3. Крe5! Теперь после 3…Кр:c6 4. Крf4 белый король попадает в квадрат пешки и задерживает её, а если 3…h3, то после 4. Крd6 вновь пешки одновременно проходят в ферзи, в обоих случаях — ничья. Этюд Рети произвёл сильное впечатление на современников, а осуществлённый в нём манёвр короля получил название «манёвр Рети» и затем неоднократно применялся другими авторами.
По мнению некоторых исследователей, впервые этот этюд был опубликован в Deutsch-Österreichische Tageszeitung 11 сентября 1921.
Этюд также был опубликован в журнале Kagans Neueste Schachnachrichten в 1922 году (Артур Мандлер, друг и биограф Рети, в сборнике этюдов Рети указал 1921 год как дату публикации в Kagans Neueste Schachnachrichten).
|   | a                                                                     | b                                                                     | c                                                                     | d                                                                     | e                                                                     | f                                                                     | g                                                                     | h                                                                     |   |
| - | --------------------------------------------------------------------- | --------------------------------------------------------------------- | --------------------------------------------------------------------- | --------------------------------------------------------------------- | --------------------------------------------------------------------- | --------------------------------------------------------------------- | --------------------------------------------------------------------- | --------------------------------------------------------------------- | - |
| 8 | e7 белый король · d5 чёрная пешка · e5 чёрный король · d4 белая ладья | e7 белый король · d5 чёрная пешка · e5 чёрный король · d4 белая ладья | e7 белый король · d5 чёрная пешка · e5 чёрный король · d4 белая ладья | e7 белый король · d5 чёрная пешка · e5 чёрный король · d4 белая ладья | e7 белый король · d5 чёрная пешка · e5 чёрный король · d4 белая ладья | e7 белый король · d5 чёрная пешка · e5 чёрный король · d4 белая ладья | e7 белый король · d5 чёрная пешка · e5 чёрный король · d4 белая ладья | e7 белый король · d5 чёрная пешка · e5 чёрный король · d4 белая ладья | 8 |
| 7 | e7 белый король · d5 чёрная пешка · e5 чёрный король · d4 белая ладья | e7 белый король · d5 чёрная пешка · e5 чёрный король · d4 белая ладья | e7 белый король · d5 чёрная пешка · e5 чёрный король · d4 белая ладья | e7 белый король · d5 чёрная пешка · e5 чёрный король · d4 белая ладья | e7 белый король · d5 чёрная пешка · e5 чёрный король · d4 белая ладья | e7 белый король · d5 чёрная пешка · e5 чёрный король · d4 белая ладья | e7 белый король · d5 чёрная пешка · e5 чёрный король · d4 белая ладья | e7 белый король · d5 чёрная пешка · e5 чёрный король · d4 белая ладья | 7 |
| 6 | e7 белый король · d5 чёрная пешка · e5 чёрный король · d4 белая ладья | e7 белый король · d5 чёрная пешка · e5 чёрный король · d4 белая ладья | e7 белый король · d5 чёрная пешка · e5 чёрный король · d4 белая ладья | e7 белый король · d5 чёрная пешка · e5 чёрный король · d4 белая ладья | e7 белый король · d5 чёрная пешка · e5 чёрный король · d4 белая ладья | e7 белый король · d5 чёрная пешка · e5 чёрный король · d4 белая ладья | e7 белый король · d5 чёрная пешка · e5 чёрный король · d4 белая ладья | e7 белый король · d5 чёрная пешка · e5 чёрный король · d4 белая ладья | 6 |
| 5 | e7 белый король · d5 чёрная пешка · e5 чёрный король · d4 белая ладья | e7 белый король · d5 чёрная пешка · e5 чёрный король · d4 белая ладья | e7 белый король · d5 чёрная пешка · e5 чёрный король · d4 белая ладья | e7 белый король · d5 чёрная пешка · e5 чёрный король · d4 белая ладья | e7 белый король · d5 чёрная пешка · e5 чёрный король · d4 белая ладья | e7 белый король · d5 чёрная пешка · e5 чёрный король · d4 белая ладья | e7 белый король · d5 чёрная пешка · e5 чёрный король · d4 белая ладья | e7 белый король · d5 чёрная пешка · e5 чёрный король · d4 белая ладья | 5 |
| 4 | e7 белый король · d5 чёрная пешка · e5 чёрный король · d4 белая ладья | e7 белый король · d5 чёрная пешка · e5 чёрный король · d4 белая ладья | e7 белый король · d5 чёрная пешка · e5 чёрный король · d4 белая ладья | e7 белый король · d5 чёрная пешка · e5 чёрный король · d4 белая ладья | e7 белый король · d5 чёрная пешка · e5 чёрный король · d4 белая ладья | e7 белый король · d5 чёрная пешка · e5 чёрный король · d4 белая ладья | e7 белый король · d5 чёрная пешка · e5 чёрный король · d4 белая ладья | e7 белый король · d5 чёрная пешка · e5 чёрный король · d4 белая ладья | 4 |
| 3 | e7 белый король · d5 чёрная пешка · e5 чёрный король · d4 белая ладья | e7 белый король · d5 чёрная пешка · e5 чёрный король · d4 белая ладья | e7 белый король · d5 чёрная пешка · e5 чёрный король · d4 белая ладья | e7 белый король · d5 чёрная пешка · e5 чёрный король · d4 белая ладья | e7 белый король · d5 чёрная пешка · e5 чёрный король · d4 белая ладья | e7 белый король · d5 чёрная пешка · e5 чёрный король · d4 белая ладья | e7 белый король · d5 чёрная пешка · e5 чёрный король · d4 белая ладья | e7 белый король · d5 чёрная пешка · e5 чёрный король · d4 белая ладья | 3 |
| 2 | e7 белый король · d5 чёрная пешка · e5 чёрный король · d4 белая ладья | e7 белый король · d5 чёрная пешка · e5 чёрный король · d4 белая ладья | e7 белый король · d5 чёрная пешка · e5 чёрный король · d4 белая ладья | e7 белый король · d5 чёрная пешка · e5 чёрный король · d4 белая ладья | e7 белый король · d5 чёрная пешка · e5 чёрный король · d4 белая ладья | e7 белый король · d5 чёрная пешка · e5 чёрный король · d4 белая ладья | e7 белый король · d5 чёрная пешка · e5 чёрный король · d4 белая ладья | e7 белый король · d5 чёрная пешка · e5 чёрный король · d4 белая ладья | 2 |
| 1 | e7 белый король · d5 чёрная пешка · e5 чёрный король · d4 белая ладья | e7 белый король · d5 чёрная пешка · e5 чёрный король · d4 белая ладья | e7 белый король · d5 чёрная пешка · e5 чёрный король · d4 белая ладья | e7 белый король · d5 чёрная пешка · e5 чёрный король · d4 белая ладья | e7 белый король · d5 чёрная пешка · e5 чёрный король · d4 белая ладья | e7 белый король · d5 чёрная пешка · e5 чёрный король · d4 белая ладья | e7 белый король · d5 чёрная пешка · e5 чёрный король · d4 белая ладья | e7 белый король · d5 чёрная пешка · e5 чёрный король · d4 белая ладья | 1 |
|   | a                                                                     | b                                                                     | c                                                                     | d                                                                     | e                                                                     | f                                                                     | g                                                                     | h                                                                     |   |

1.Лd1? d4! 2.Крd7 Крd5 3.Крc7 Крc5, и взаимный цугцванг в пользу чёрных. Слабо и 2.Крf7? Крe4 3.Крe6 d3 или 2.Лd2? Крe4 3.Крd6 Крe3 4.Лd1 d3.

1.Лd2(d3)! d4 2.Лd1! Крd5 3.Крd7, и в цугцванг попали чёрные. 3. … Крe5 (3. … Крc5 4.Крe6, 3. … Крe4 4.Крd6) 4.Крc6 Крe4 5.Крc5±
|   | a | b | c | d | e | f | g | h |   |
| - | --- | --- | --- | --- | --- | --- | --- | --- | - |
| 8 | d7 чёрный король · b6 белый король · e4 белый слон · f4 белая ладья · e3 чёрная пешка · e2 чёрная пешка | d7 чёрный король · b6 белый король · e4 белый слон · f4 белая ладья · e3 чёрная пешка · e2 чёрная пешка | d7 чёрный король · b6 белый король · e4 белый слон · f4 белая ладья · e3 чёрная пешка · e2 чёрная пешка | d7 чёрный король · b6 белый король · e4 белый слон · f4 белая ладья · e3 чёрная пешка · e2 чёрная пешка | d7 чёрный король · b6 белый король · e4 белый слон · f4 белая ладья · e3 чёрная пешка · e2 чёрная пешка | d7 чёрный король · b6 белый король · e4 белый слон · f4 белая ладья · e3 чёрная пешка · e2 чёрная пешка | d7 чёрный король · b6 белый король · e4 белый слон · f4 белая ладья · e3 чёрная пешка · e2 чёрная пешка | d7 чёрный король · b6 белый король · e4 белый слон · f4 белая ладья · e3 чёрная пешка · e2 чёрная пешка | 8 |
| 7 | d7 чёрный король · b6 белый король · e4 белый слон · f4 белая ладья · e3 чёрная пешка · e2 чёрная пешка | d7 чёрный король · b6 белый король · e4 белый слон · f4 белая ладья · e3 чёрная пешка · e2 чёрная пешка | d7 чёрный король · b6 белый король · e4 белый слон · f4 белая ладья · e3 чёрная пешка · e2 чёрная пешка | d7 чёрный король · b6 белый король · e4 белый слон · f4 белая ладья · e3 чёрная пешка · e2 чёрная пешка | d7 чёрный король · b6 белый король · e4 белый слон · f4 белая ладья · e3 чёрная пешка · e2 чёрная пешка | d7 чёрный король · b6 белый король · e4 белый слон · f4 белая ладья · e3 чёрная пешка · e2 чёрная пешка | d7 чёрный король · b6 белый король · e4 белый слон · f4 белая ладья · e3 чёрная пешка · e2 чёрная пешка | d7 чёрный король · b6 белый король · e4 белый слон · f4 белая ладья · e3 чёрная пешка · e2 чёрная пешка | 7 |
| 6 | d7 чёрный король · b6 белый король · e4 белый слон · f4 белая ладья · e3 чёрная пешка · e2 чёрная пешка | d7 чёрный король · b6 белый король · e4 белый слон · f4 белая ладья · e3 чёрная пешка · e2 чёрная пешка | d7 чёрный король · b6 белый король · e4 белый слон · f4 белая ладья · e3 чёрная пешка · e2 чёрная пешка | d7 чёрный король · b6 белый король · e4 белый слон · f4 белая ладья · e3 чёрная пешка · e2 чёрная пешка | d7 чёрный король · b6 белый король · e4 белый слон · f4 белая ладья · e3 чёрная пешка · e2 чёрная пешка | d7 чёрный король · b6 белый король · e4 белый слон · f4 белая ладья · e3 чёрная пешка · e2 чёрная пешка | d7 чёрный король · b6 белый король · e4 белый слон · f4 белая ладья · e3 чёрная пешка · e2 чёрная пешка | d7 чёрный король · b6 белый король · e4 белый слон · f4 белая ладья · e3 чёрная пешка · e2 чёрная пешка | 6 |
| 5 | d7 чёрный король · b6 белый король · e4 белый слон · f4 белая ладья · e3 чёрная пешка · e2 чёрная пешка | d7 чёрный король · b6 белый король · e4 белый слон · f4 белая ладья · e3 чёрная пешка · e2 чёрная пешка | d7 чёрный король · b6 белый король · e4 белый слон · f4 белая ладья · e3 чёрная пешка · e2 чёрная пешка | d7 чёрный король · b6 белый король · e4 белый слон · f4 белая ладья · e3 чёрная пешка · e2 чёрная пешка | d7 чёрный король · b6 белый король · e4 белый слон · f4 белая ладья · e3 чёрная пешка · e2 чёрная пешка | d7 чёрный король · b6 белый король · e4 белый слон · f4 белая ладья · e3 чёрная пешка · e2 чёрная пешка | d7 чёрный король · b6 белый король · e4 белый слон · f4 белая ладья · e3 чёрная пешка · e2 чёрная пешка | d7 чёрный король · b6 белый король · e4 белый слон · f4 белая ладья · e3 чёрная пешка · e2 чёрная пешка | 5 |
| 4 | d7 чёрный король · b6 белый король · e4 белый слон · f4 белая ладья · e3 чёрная пешка · e2 чёрная пешка | d7 чёрный король · b6 белый король · e4 белый слон · f4 белая ладья · e3 чёрная пешка · e2 чёрная пешка | d7 чёрный король · b6 белый король · e4 белый слон · f4 белая ладья · e3 чёрная пешка · e2 чёрная пешка | d7 чёрный король · b6 белый король · e4 белый слон · f4 белая ладья · e3 чёрная пешка · e2 чёрная пешка | d7 чёрный король · b6 белый король · e4 белый слон · f4 белая ладья · e3 чёрная пешка · e2 чёрная пешка | d7 чёрный король · b6 белый король · e4 белый слон · f4 белая ладья · e3 чёрная пешка · e2 чёрная пешка | d7 чёрный король · b6 белый король · e4 белый слон · f4 белая ладья · e3 чёрная пешка · e2 чёрная пешка | d7 чёрный король · b6 белый король · e4 белый слон · f4 белая ладья · e3 чёрная пешка · e2 чёрная пешка | 4 |
| 3 | d7 чёрный король · b6 белый король · e4 белый слон · f4 белая ладья · e3 чёрная пешка · e2 чёрная пешка | d7 чёрный король · b6 белый король · e4 белый слон · f4 белая ладья · e3 чёрная пешка · e2 чёрная пешка | d7 чёрный король · b6 белый король · e4 белый слон · f4 белая ладья · e3 чёрная пешка · e2 чёрная пешка | d7 чёрный король · b6 белый король · e4 белый слон · f4 белая ладья · e3 чёрная пешка · e2 чёрная пешка | d7 чёрный король · b6 белый король · e4 белый слон · f4 белая ладья · e3 чёрная пешка · e2 чёрная пешка | d7 чёрный король · b6 белый король · e4 белый слон · f4 белая ладья · e3 чёрная пешка · e2 чёрная пешка | d7 чёрный король · b6 белый король · e4 белый слон · f4 белая ладья · e3 чёрная пешка · e2 чёрная пешка | d7 чёрный король · b6 белый король · e4 белый слон · f4 белая ладья · e3 чёрная пешка · e2 чёрная пешка | 3 |
| 2 | d7 чёрный король · b6 белый король · e4 белый слон · f4 белая ладья · e3 чёрная пешка · e2 чёрная пешка | d7 чёрный король · b6 белый король · e4 белый слон · f4 белая ладья · e3 чёрная пешка · e2 чёрная пешка | d7 чёрный король · b6 белый король · e4 белый слон · f4 белая ладья · e3 чёрная пешка · e2 чёрная пешка | d7 чёрный король · b6 белый король · e4 белый слон · f4 белая ладья · e3 чёрная пешка · e2 чёрная пешка | d7 чёрный король · b6 белый король · e4 белый слон · f4 белая ладья · e3 чёрная пешка · e2 чёрная пешка | d7 чёрный король · b6 белый король · e4 белый слон · f4 белая ладья · e3 чёрная пешка · e2 чёрная пешка | d7 чёрный король · b6 белый король · e4 белый слон · f4 белая ладья · e3 чёрная пешка · e2 чёрная пешка | d7 чёрный король · b6 белый король · e4 белый слон · f4 белая ладья · e3 чёрная пешка · e2 чёрная пешка | 2 |
| 1 | d7 чёрный король · b6 белый король · e4 белый слон · f4 белая ладья · e3 чёрная пешка · e2 чёрная пешка | d7 чёрный король · b6 белый король · e4 белый слон · f4 белая ладья · e3 чёрная пешка · e2 чёрная пешка | d7 чёрный король · b6 белый король · e4 белый слон · f4 белая ладья · e3 чёрная пешка · e2 чёрная пешка | d7 чёрный король · b6 белый король · e4 белый слон · f4 белая ладья · e3 чёрная пешка · e2 чёрная пешка | d7 чёрный король · b6 белый король · e4 белый слон · f4 белая ладья · e3 чёрная пешка · e2 чёрная пешка | d7 чёрный король · b6 белый король · e4 белый слон · f4 белая ладья · e3 чёрная пешка · e2 чёрная пешка | d7 чёрный король · b6 белый король · e4 белый слон · f4 белая ладья · e3 чёрная пешка · e2 чёрная пешка | d7 чёрный король · b6 белый король · e4 белый слон · f4 белая ладья · e3 чёрная пешка · e2 чёрная пешка | 1 |
|   | a | b | c | d | e | f | g | h |   |

Решение:

1. Сf5+ Крd8!

2. Лd4+ Крe7

3. Лe4+ Крd8!

4. Сd7!! (4. Л:e3? e1Ф 5. Л:e1 ведёт к пату) e1Ф

5. Сb5!!, и мат неизбежен.

## Турнирные и матчевые результаты

### Турниры
| Год  | Город          | Турнир                                            | +  | −  | = | Результат | Место |
| ---- | -------------- | ------------------------------------------------- | -- | -- | - | --------- | ----- |
| 1907 | Секешфехервар  |                                                   | 6  | 5  | 3 | 7½ из 14  | 7—9   |
| 1908 | Прага          |                                                   | 2  | 1  | 3 | 3½ из 6   | 4     |
|      | Вена           |                                                   | 0  | 16 | 3 | 1½ из 19  | 20    |
| 1909 | Вена           |                                                   | 6  | 1  | 3 | 7½ из 10  | 1     |
|      | Вена           |                                                   | 13 | 2  | 1 | 13½ из 16 | 1     |
| 1910 | Вена           |                                                   | 12 | 2  | 0 | 12 из 14  | 1     |
| 1911 | Будапешт       |                                                   | 3  | 4  | 2 | 4 из 9    | 6—8   |
|      | Вена           |                                                   | 6  | 4  | 0 | 6 из 10   | 2     |
|      | Сан-Ремо       |                                                   | 4  | 3  | 3 | 5½ из 10  | 6—7   |
|      | Вена           |                                                   | 4  | 6  | 3 | 5½ из 13  | 5     |
| 1912 | Аббация        | Гамбитный турнир                                  | 10 | 8  | 3 | 11½ из 21 | 3—4   |
|      | Темешвар       |                                                   | 3  | 5  | 6 | 6 из 14   | 11    |
|      | Вена           |                                                   | 7  | 4  | 0 | 7 из 11   | 2     |
| 1913 | Вена           |                                                   | 6  | 1  | 7 | 9½ из 14  | 3     |
|      | Юнгбунцлау     |                                                   | 4  | 2  | 3 | 5½ из 9   | 4     |
|      | Вена           |                                                   | 11 | 5  | 2 | 12 из 18  | 4     |
|      | Дебрецен       |                                                   | 4  | 2  | 4 | 6 из 10   | 2—3   |
|      | Будапешт       |                                                   | 2  | 7  | 2 | 3 из 12   | 11    |
| 1914 | Вена           |                                                   | 11 | 5  | 2 | 12 из 18  | 4     |
|      | Баден Бай-Вейн |                                                   | 5  | 4  | 9 | 9½ из 18  | 6     |
|      | Вена           |                                                   | 7  | 4  | 3 | 8½ из 14  | 3—4   |
|      | Мангейм        |                                                   | 5  | 2  | 4 | 7 из 11   |       |
| 1915 | Вена           |                                                   | 2  | 4  | 0 | 2 из 6    | 4     |
|      | Вена           |                                                   | 4  | 2  | 8 | 8 из 14   | 2     |
| 1916 | Будапешт       |                                                   | 1  | 3  | 2 | 2 из 6    | 3     |
| 1918 | Будапешт       |                                                   | 1  | 5  | 2 | 2 из 8    | 5     |
|      | Кашау          |                                                   | 9  | 0  | 2 | 10 из 11  | 1     |
|      | Будапешт       |                                                   | 4  | 1  | 3 | 5½ из 8   | 1—2   |
| 1919 | Берлин         |                                                   | 1  | 3  | 2 | 2 из 6    | 3—4   |
|      | Триберг        |                                                   | 1  | 3  | 2 | 2 из 6    | 3—4   |
|      | Роттердам      |                                                   | 7  | 0  | 0 | 7 из 7    | 1     |
|      | Стокгольм      |                                                   | 7  | 5  | 3 | 8½ из 15  | 3     |
|      | Стокгольм      |                                                   | 3  | 5  | 4 | 5 из 12   | 4     |
| 1920 | Стокгольм      |                                                   | 4  | 6  | 2 | 5 из 12   | 4     |
|      | Вена           |                                                   | 3  | 1  | 1 | 3½ из 5   | 1     |
|      | Амстердам      |                                                   | 3  | 0  | 3 | 4½ из 6   | 1     |
|      | Берлин         |                                                   | 4  | 3  | 2 | 5 из 9    | 4     |
|      | Гётеборг       |                                                   | 7  | 1  | 5 | 9½ из 13  | 1     |
| 1921 | Киль           |                                                   | 2  | 5  | 5 | 4½ из 12  | 4     |
| 1922 | Пьештяни       |                                                   | 7  | 4  | 7 | 10½ из 18 | 5     |
|      | Лондон         |                                                   | 5  | 3  | 7 | 8½ из 15  | 6—7   |
|      | Теплице        |                                                   | 8  | 3  | 2 | 9 из 13   | 1—2   |
|      | Вена           |                                                   | 5  | 4  | 5 | 7½ из 14  | 8     |
| 1923 | Гастингс       |                                                   | 5  | 2  | 2 | 6 из 9    | 2—3   |
|      | Маргит         |                                                   | 2  | 3  | 2 | 3 из 7    | 6     |
|      | Карлсбад       |                                                   | 7  | 3  | 7 | 10½ из 17 | 4—5   |
|      | Острава        |                                                   | 7  | 1  | 5 | 9½ из 13  | 2     |
|      | Вена           |                                                   | 6  | 0  | 5 | 8½ из 11  | 2     |
|      | Схевенинген    |                                                   | 8  | 2  | 0 | 8 из 10   | 4     |
| 1924 | Нью-Йорк       | Международный турнир                              | 9  | 8  | 3 | 10½ из 20 | 5     |
|      | Буэнос-Айрес   |                                                   | 15 | 1  | 2 | 16 из 18  | 1     |
| 1925 | Баден-Баден    | Международный турнир                              | 6  | 6  | 8 | 10 из 20  | 11—13 |
|      | Мариенбад      |                                                   | 8  | 4  | 3 | 9½ из 15  | 5     |
|      | Бреслау        |                                                   | 4  | 3  | 4 | 6 из 11   | 7     |
|      | Москва         | Международный турнир                              | 7  | 4  | 9 | 11½ из 20 | 7     |
|      | Братислава     |                                                   | 8  | 0  | 2 | 9 из 10   | 1     |
| 1926 | Земмеринг      |                                                   | 8  | 6  | 3 | 9½ из 17  | 8     |
|      | Будапешт       |                                                   | 5  | 4  | 6 | 8 из 15   | 7—8   |
| 1927 | Гастингс       |                                                   | 4  | 3  | 2 | 5 из 9    | 4—5   |
|      | Танбридж Уэллс |                                                   | 2  | 3  | 2 | 3 из 7    | 5     |
|      | Бад-Хомбург    |                                                   | 5  | 2  | 3 | 6½ из 10  | 2     |
|      | Лондон         | 1-я Олимпиада                                     | 9  | 2  | 4 | 11 из 15  |       |
|      | Лондон         | Турнир организованный Лондонским шахматным клубом | 3  | 3  | 5 | 5½ из 11  | 6—7   |
| 1928 | Берлин         |                                                   | 4  | 4  | 5 | 6½ из 13  | 6—7   |
|      | Вена           |                                                   | 9  | 1  | 3 | 10½ из 13 | 1     |
|      | Гиссен         |                                                   | 4  | 0  | 3 | 5½ из 7   | 1     |
|      | Дортмунд       |                                                   | 5  | 1  | 2 | 6 из 8    | 2     |
|      | Бад-Киссинген  |                                                   | 2  | 2  | 7 | 5½ из 11  | 6     |
|      | Тренчин-Теплиц |                                                   | 5  | 4  | 2 | 6 из 11   | 5—6   |
|      | Брно           |                                                   | 5  | 0  | 4 | 7 из 9    | 1—2   |
|      | Берлин         |                                                   | 3  | 5  | 4 | 5 из 12   | 5—7   |
| 1929 | Стокгольм      |                                                   | 4  | 1  | 1 | 4½ из 6   | 1     |

### Матчи
| Год  | Город     | Противник          | + | − | = | Результат |
| ---- | --------- | ------------------ | - | - | - | --------- |
| 1910 |           | Рудольф Шпильман   | 0 | 4 | 1 | ½ из 5    |
| 1914 |           | Савелий Тартаковер |   |   |   | 2½ из 6   |
| 1915 |           | Кауфман            |   |   |   | 1½ из 6   |
| 1919 |           | Савелий Тартаковер |   |   |   | 4½ из 10  |
|      |           | Савелий Тартаковер | 2 | 2 | 2 | 3 из 6    |
| 1920 |           | Савелий Тартаковер |   |   |   | 1½ из 6   |
|      |           | Дьюла Брейер       | 4 | 0 | 1 | 4½ из 5   |
|      |           | Адольф Олланд      | 5 | 3 | 2 | 6 из 10   |
|      | Амстердам | Эйве Макс          | 3 | 1 | 0 | 3 из 4    |
|      |           | Файлеп             |   |   |   | 2½ из 3   |
| 1921 |           | Рудольф Шпильман   |   |   |   | 1½ из 6   |
| 1922 |           | Фридрих Земиш      |   |   |   | 1 из 4    |
|      |           | Генри Венинк       |   |   |   | 6½ из 10  |

## Труды
- Réti, Richard. Die neuen Ideen im Schachspiel. (Новые идеи в шахматах, 1922).
- Réti, Richard. Die Meister des Schachbretts. (Мастера шахматной доски, 1930).
- Мандлер А. Этюды Рихарда Рети. М.—Л., 1931.